# Lisówek (powiat grodziski)
Lisówek – wieś w Polsce położona w województwie mazowieckim, w powiecie grodziskim, w gminie Żabia Wola.
Wieś wchodzi w skład sołectwa Ojrzanów-Towarzystwo.
W latach 1975–1998 miejscowość należała administracyjnie do województwa skierniewickiego.